# Pyhtää
Pyhtää este o comună din Finlanda.